# Franz Maria von Dalwigk zu Lichtenfels
Franz Maria Friedrich Clemens Freiherr von Dalwigk zu Lichtenfels (* 21. April 1876 in Düsseldorf; † 25. November 1947 in Bad Wildungen) war ein deutscher General der Kavallerie des Heeres im Zweiten Weltkrieg.

## Herkunft
Franz von Dalwigk zu Lichtenfels war der jüngste Sohn des Zentrumspolitikers und Reichstagsabgeordneten Franz Hubertus von Dalwigk zu Lichtenfels, der am 18. Januar 1870 in zweiter Ehe Elisabeth Geyr von Schweppenburg (1838–1905) geheiratet hatte. Er hatte fünf Geschwister, davon zwei Halbgeschwister aus der ersten Ehe seines Vaters.

## Militärische Laufbahn

### Kaiserreich
Dalwigk trat am 18. August 1896 als Fahnenjunker in das Königin Augusta Garde-Grenadier-Regiment Nr. 4 der Preußischen Armee in Berlin ein. Dort wurde er am 4. August 1899 zum Fähnrich und am 22. März 1900 zum Leutnant befördert. Am 18. April 1900 erfolgte seine Versetzung in das Infanterie-Regiment „Graf Bülow von Dennewitz“ (6. Westfälisches) Nr. 55, wo er am 18. April 1901 à la suite gestellt und beurlaubt wurde. Er wurde am 27. Januar 1902 wurde er zum 2. Westfälischen Husaren-Regiment Nr. 11 kommandiert und am 27. Januar 1903 in dieses Regiment versetzt. Am 24. August 1904 wurde Dalwigk von dort zur Reserve seines Stammregiments, dem Königin Augusta Garde-Grenadier-Regiment Nr. 4, entlassen. Am 18. Mai 1905 wurde Dalwigk zum Thüringischen Husaren-Regiment Nr. 12 kommandiert, wo er am 21. Mai 1906 wieder eingestellt wurde. Am 4. August 1909 wurde er zum Oberleutnant befördert und ab Oktober 1910 diente er in diesem Regiment als Regimentsadjudant. Am 1. Oktober 1913 wurde er zum Rittmeister befördert und zum Eskadronchef ernannt. Am 27. Dezember 1917 wurde er Kommandeur des Landsturm-Bataillons Elberfeld und am 5. April 1918 Kommandeur des II. Bataillons des Landwehr-Infanterie-Regiments Nr. 93, das er bis Kriegsende befehligte.

### Weimarer Republik
Vom 15. November bis 23. Dezember 1918 befehligte Dalwigk das nach ihm benannte „Freiwilligen-Bataillon von Dalwigk“, ein Freikorps. Nach dessen Auflösung wurde er am 24. Dezember 1918 zum Kommandeur des III. Bataillons des 4. Niederschlesischen Infanterie-Regiments Nr. 51 ernannt, wo er bis zu dessen Demobilisierung Anfang März 1919 diente. Danach war er bis Mitte April 1920 Kommandeur des „Freiwilligen Husaren-Regiments 12“, einem aus diesem Regiment hervorgegangenen Freikorps.
Am 15. April 1920 wurde Dalwigk in die Reichswehr übernommen und dort als Eskadronchef dem 10. (Preußisches) Reiter-Regiment zugeteilt, wo er am 1. April 1921 zum Major befördert wurde. Am 1. Mai 1923 wurde Dalwigk in den Stab des 18. Reiter-Regiments in Stuttgart-Cannstatt versetzt. Am 1. Februar 1927 wurde er zum Kommandeur des 15. (Preußisches) Reiter-Regiments in Paderborn ernannt. In dieser Dienststellung folgte am 1. März 1927 seine Beförderung zum Oberstleutnant, am 1. April 1930 die zum Oberst.
Vom 1. Oktober 1931 bis Ende März 1937 war Dalwigk Kommandeur der Kavallerieschule Hannover, wo er am 1. Februar 1933 zum Generalmajor und am 1. Oktober 1934 zum Generalleutnant befördert wurde. Vom 1. April 1937 bis August 1939 war Dalwigk General z. b.V. im III. Armeekorps in Berlin.

### Zweiter Weltkrieg
Im Zuge der Allgemeinen Mobilmachung vor dem Zweiten Weltkrieg wurde Dalwigk am 26. August 1939 zum Kommandierenden General des Stellvertretenden Generalkommandos III. Armeekorps und damit gleichzeitig zum Befehlshaber des Wehrkreises III ernannt. Am 1. Dezember 1940 wurde er zum General der Kavallerie befördert. Dalwigk wurde am 1. März 1943 in die Führerreserve versetzt und am 31. Mai 1943, mit Verleihung des Deutschen Kreuzes in Silber, verabschiedet.
Dalwigk starb 1947 in Bad Wildungen.

## Ehen und Nachkommen
Dalwigk war zweimal verheiratet. Am 3. September 1904 heiratete er Maria Magdalena Beissel von Gymnich (1878–1918). Mit ihr hatte er vier Söhne und eine Tochter. Nach dem Tod seiner ersten Frau heiratete er am 5. März 1920 Vera Marianne Hermine Auguste Doraline Gräfin Grote (1889–1965). Dieser Ehe entstammten ein Sohn und eine Tochter.

## Auszeichnungen
- Kronenorden IV. Klasse[3]
- Eisernes Kreuz (1914) II. und I. Klasse[3]
- Ritterkreuz des Königlichen Hausordens von Hohenzollern mit Schwertern[3]
- Verwundetenabzeichen (1918) in Schwarz[3]
- Preußisches Dienstauszeichnungskreuz[3]
- Ritterkreuz II. Klasse des Ordens vom Weißen Falken mit Schwertern[3]
- Waldecksches Verdienstkreuz IV. Klasse mit Schwertern[3]